# NGC 59
NGC 59 je galaksija u zviježđu Kit.

## Vanjske poveznice
- SEDS: NGC 0059